# Sapore di paura
Sapore di paura (The Iron Gates) è un romanzo della scrittrice canadese Margaret Millar, pubblicato nel 1945. È il secondo libro dedicato alle indagini dell'Ispettore Sands di Toronto ed è conosciuto anche con il titolo Taste of Fears (1988). Anche in italiano il lavoro ha avuto altri titoli: L'orecchio alla tomba, Un dito ha un'ombra lunga e nera (La cancellata).
The Iron Gates è stato tradotto in spagnolo, norvegese, catalano, giapponese, francese, tedesco, finlandese ed estone.

## Trama
Il dottor Andrew Morrow si reca una domenica con i figli Martin e Polly a ricevere Giles Frome, ufficiale in permesso e fidanzato di Polly. I due si devono sposare. A casa, sono rimaste Lucille, seconda moglie ed Edith, sorella nubile di Andrew. L'attesa si prolunga a causa di un incidente ferroviario con numerosi morti e feriti: il dottore, i figli e Giles si uniscono ai soccorritori e solo dopo molto tempo Polly telefona a casa per spiegare il loro ritardo. Poco dopo, un ometto sconosciuto recapita a Lucille un pacchetto. La sera stessa Lucille scompare e, quando la ritrovano, vestita con un soprabito appartenente a una delle cameriere, la donna è impazzita. Queste circostanze impediscono il matrimonio di Polly e Giles, che deve tornare al fronte.
La prima moglie di Andrew, Mildred, era morta assassinata sedici anni prima e il colpevole non era mai stato individuato. Mildred era amica di Lucille, una giovane vedova povera. La sera dell'omicidio, Mildred era andata a trovare l'amica e, durante il ritorno, era stata colpita alla testa con un'ascia. In seguito Andrew aveva sposato Lucille, ma i due figli, ostili a lei sin da bambini, coltivano ancora in segreto il loro malanimo. Tuttavia, in casa e in pubblico, tutti i Morrow agiscono compatti e, in occasione della follia di Lucille (curata in una clinica modello), inviano regolarmente regali, fiori e saluti, oltre a presentarsi insieme ai colloqui e alle visite.
Intanto, un uomo tossicodipendente, Edwin Edward Greeley, è trovato morto nei pressi di un lago. È lo stesso luogo dove è stata trovata Lucille. Sul caso indaga l'ispettore Sands. Un altro ritrovamento, una scatoletta con all'interno un dito umano mozzato, convince Sands a indagare sui Morrow. Egli intuisce che tutto è in relazione, ma la famiglia sembra impermeabile a qualsiasi stimolo e il dottore che ha in cura Lucille non consente a Sands di avvicinarla. Cora Green, compagna di stanza di Lucille, è forse quella che più comunica con lei. Così tutti restano sconvolti quando Cora muore sul colpo, mentre si mangia l'uva arrivata con i pacchi per Lucille. L'impressione che l'uva avesse qualche sostanza velenosa è smentita dall'esame del corpo: Cora ha avuto un infarto. Lucille viene allora presa in carico da Miss Eustace, specializzata a seguire pazienti giorno e notte. La nuova infermiera sembra ottenere buoni risultati con Lucille (che non vuole mangiare per paura di venire avvelenata), ma una mattina, mentre siedono sul terrazzo, lucille le sfugge e si getta oltre il muro della clinica, morendo immediatamente. L'azione era considerata impossibile.
Sands va ai funerali di Lucille, sempre più convinto che la donna abbia portato con sé segreti terribili, forse risalenti alla morte di Mildred. Anche Janet Green, sorella di Cora, si reca alla cerimonia. Janet avvicina Edith e le due donne, conoscendosi, decidono di rivedersi. Ma la notte stessa Edith è trovata morta dal fratello, in apparenza suicida. L'indomani Janet Green va da Sands e gli consegna un pacco speditole da Edith e contenente il diario di Mildred, di cui nessuno aveva mai parlato. A questo punto l'ispettore si presenta in casa Morrow e interroga il dottore, conoscendo ormai il corretto svolgimento dei fatti. Andrew ha il buonsenso di allontanare i figli, imponendo loro di non rimettere piede in casa, poi ascolta l'accusa di Sands.
Sedici anni prima, Lucille aveva ucciso Mildred per prenderne il posto e aveva raggiunto i suoi scopi. Aveva anche trovato il diario di Mildred e lo aveva conservato, convivendo con i suoi rimorsi. Poi, mentre aspettava i familiari il giorno del disastro ferroviario, uno sconosciuto (Greeley) le aveva consegnato la scatola con il dito, inviata dal dottore per farle intendere che "sapeva" e la donna aveva fatto una fine orribile. Greeley era stato quindi soppresso dal dottore con un'iniezione di morfina dieci volte superiore al normale. Quindi era morta per caso Cora, atterrita dal contenuto di una lettera arrivata a Lucille da parte di Edith. Infine Edith, colpevole di aver frugato tra le carte del dottore, era stata avvelenata da lui con farmaci. Edith, cercando la lettera, aveva trovato il diario di Mildred, finito (da poco) nelle mani di Andrew e aveva fatto in tempo a spedirlo a Janet Green. Il dottore ammette le sue colpe, ma ritiene che Sands non riuscirà a provare quello che sostiene. Poi rimane solo nella casa, forse il suo castigo più vero.

## Edizioni in italiano
- Margaret Millar, L'orecchio alla tomba, traduzione di Salvo Migliore, Milano: Il Mandarino, 1963
- Margaret Millar, Un dito ha un'ombra lunga e nera (La cancellata), traduzione di Mariella Mammalella, Milano: Feltrinelli, 1967
- Margaret Millar, Sapore di paura, traduzione di Diana Fonticoli, Il Giallo Mondadori n. 1967, Milano: 1986
- Margaret Millar, Sapore di paura, traduzione di Diana Fonticoli, I Classici del Giallo Mondadori n. 1007, Milano: 2004